# 6:e världsjamboreen
6:e världsjamboreen hölls i Moisson i Frankrike 1947. Jamboreerna som var planerade 1941 och 1945 ställdes in på grund av Andra världskriget, vid krigets slut påbörjades planeringen för den 6:e världsjamboreen. 25 000 scouter från fler än 70 länder samlades på en öppen plats del av Seines flodbank.